# Epizeuxis celatrix
Epizeuxis celatrix är en fjärilsart som beskrevs av Nikolai Nikolaievich Filipjev 1927. Epizeuxis celatrix ingår i släktet Epizeuxis och familjen nattflyn. Inga underarter finns listade i Catalogue of Life.